# Лаубах (Айфель)
Лаубах (нем. Laubach) — община в Германии, в земле Рейнланд-Пфальц.
Входит в состав района Кохем-Целль. Подчиняется управлению Кайзерзеш. Население составляет 659 человек (на 31 декабря 2010 года). Занимает площадь 3,58 км².